# Francin
Francin este o comună în departamentul Savoie din sud-estul Franței. În 2009 avea o populație de 871 de locuitori.

## Evoluția populației
| An        | 1975 | 1982 | 1990 | 1999 | 2006 | 2009 |
| --------- | ---- | ---- | ---- | ---- | ---- | ---- |
| Populație | 413  | 567  | 566  | 686  | 816  | 871  |